# Hipótese do tempo-fantasma
A hipótese do tempo-fantasma é a teoria da conspiração afirmada pelo historiador alemão Heribert Illig. Primeiro publicado em 1991, a hipótese propõe uma conspiração do Imperador Romano-Germânico Otão III, do Papa Silvestre II e possivelmente do imperador bizantino Constantino VII, para fabricar o sistema de datação retrospectivo do Anno Domini, de modo que os colocou no ano especial de 1000 d.C., e para reescrever a história e legitimar a reivindicação de Otão ao Sacro Império Romano. Illig acreditava que isso foi alcançado através da alteração, deturpação e falsificação de evidências documentais e físicas. De acordo com este cenário, todo o período carolíngio, incluindo a figura de Carlos Magno, é uma fabricação, com um tempo-fantasma de 297 anos (614–911 d.C.) adicionado à Alta Idade Média.
Segundo essa hipótese, o ano de 2017, seria na verdade 1719 ou 1720.
Muitos dos historiadores do mundo criticaram a hipótese e afirmam que as datas dos eclipses solares foram registradas e as histórias foram documentadas de outras partes ao redor do globo que se sobrepõem a alguns dos períodos de tempo perdido.

## Heribert Illig
Illig nasceu em 1947 em Vohenstrauß, Baviera. Ele era ativo em uma associação dedicada a Immanuel Velikovsky sobre catastrofismo e revisionismo histórico, Gesellschaft zur Rekonstruktion der Menschheits- und Naturgeschichte. De 1989 ao 1994 trabalhou como editor do jornal Vorzeit-Frühzeit-Gegenwart. Desde 1995, trabalhou como editor e autor sob sua própria editora, Mantis-Verlag, e publicando seu próprio periódico, Zeitensprünge. Fora a suas publicações relacionadas à cronologia revisada, ele editou as obras de Egon Friedell.
Antes de se concentrar no início do período medieval, Illig publicou várias propostas para cronologias revisadas da pré-história e do Antigo Egito. Suas propostas receberam uma cobertura proeminente na mídia popular alemã na década de 1990. Sua de 1996 Das erfundene Mittelalter (A Idade Média Inventada, tradução livre) também recebeu críticas acadêmicas, mas foi universalmente rejeitado como fundamentalmente falho pelos historiadores. Em 1997, a revista Ethik und Sozialwissenschaften ofereceu uma plataforma para discussão crítica para a proposta de Illig, com uma série de historiadores comentando seus vários aspectos. Depois de 1997, houve pouca recepção acadêmica das ideias de Illig, embora continuassem a ser discutidas como pseudo-história na mídia popular alemã. Illig continuou a publicar sobre a "hipótese do tempo-fantasma" até pelo menos 2013. Também em 2013, ele publicou um tópico não relacionado da história da arte, sobre o mestre do Renascimento alemão Anton Pilgram, mas novamente propôs revisões à cronologia convencional e defendendo a abolição da categoria Maneirismo da história da arte.

## Proposta
As bases da hipótese de Illig incluem:
- A escassez de evidências arqueológicas que podem ser datadas de forma confiável para o período 614-911 d.C., as deficiências percebidas dos métodos radiométricos e dendrocronológicos de datação neste período e a excessiva dependência dos historiadores medievais de fontes escritas.
- A presença da arquitetura românica na Europa ocidental do século X, sugerindo que a Era Romana não era tão antiga como se pensava convencionalmente.
- A relação entre o calendário juliano, o calendário gregoriano e o ano solar ou tropical astronômico subjacente. O calendário juliano, apresentado por Júlio César, era há muito conhecido por apresentar uma discrepância do ano tropical de cerca de um dia para cada século que o calendário estava em uso. No momento em que o calendário gregoriano foi introduzido em 1582 d.C., Illig alega que o antigo calendário juliano deveria ter produzido uma discrepância de treze dias entre ele e o calendário real (ou tropical). Em vez disso, os astrônomos e matemáticos que trabalhavam para o Papa Gregório XIII descobriram que o calendário civil precisava ser ajustado em apenas dez dias. (O dia do calendário juliano, quinta-feira, 4 de outubro de 1582, foi seguido pelo primeiro dia do calendário Gregoriano, sexta-feira, 15 de outubro de 1582). Com isso, Illig conclui que a era d.C. tinha contado cerca de três séculos que nunca existiram.

## Críticas
- O desafio mais difícil para a teoria é através de observações em astronomia antiga, especialmente as de eclipses solares citados por fontes europeias antes de 600 d.C. (quando o tempo fantasma teria distorcido a cronologia). Além de vários outros que são talvez muito vagos para refutar a hipótese do tempo fantasma, dois em particular são datados com precisão suficiente para refutar a hipótese com um alto grau de certeza. Um é relatado por Plínio, o Velho em 59 d.C. e um por Fócio em 418 d.C. Ambas as datas e horários confirmaram eclipses. Além disso, as observações durante a Dinastia Tang na China e o Cometa Halley, por exemplo, são consistentes com a astronomia atual sem acrescentar tempo-fantasma.
- Os restos arqueológicos e os métodos de datação como a dendrocronologia refutam, em vez de suportar, o tempo-fantasma.
- A reforma Gregoriana nunca pretendeu ajustar o calendário ao calendário Juliano, tal como existia na época de sua instituição em 45 a.C., mas, como existia em 325, o tempo do Concilio de Niceia, que havia estabelecido uma método para determinar a data do Domingo de Páscoa fixando o Equinócio Vernal em 21 de março no calendário Juliano. Em 1582, o equinócio astronômico estava ocorrendo em 10 de março no calendário juliano, mas a Páscoa ainda estava sendo calculada a partir de um equinócio nominal em 21 de março. Em 45 a.C., o equinócio vernal astronômico ocorreu em 23 de março. Os "três séculos ausentes" de Illig correspondem aos 369 anos entre a instituição do calendário juliano em 45 a.C. e a fixação da data de Páscoa no Concílio de Niceia em 325 d.C.
- Se Carlos Magno e a dinastia Carolíngia fossem fabricadas, teria que haver uma fabricação correspondente da história do resto da Europa, incluindo a Inglaterra anglo-saxônica, o Papado e o Império Bizantino. O período do tempo-fantasma abrange também a vida de Maomé e a expansão islâmica nas áreas do antigo Império Romano, incluindo a conquista da Ibéria Visigoda. Esta história também teria que ser forjada ou drasticamente distorcida. Deveria também conciliar-se com a história da Dinastia Tang da China e seu contato com o Islã, como na Batalha de Talas.